# Nacionalni park Yosemite
Yosemite (eng. Yosemite National Park) je nacionalni park Sjedinjenih Američkih Država koji se većim dijelom nalazi u okrugu Mariposa, a manjim dijelom u okrugu Toulumne u saveznoj državi Kaliforniji. Nacionalni park Yosemite je upisan na UNESCO-ov popis mjesta svjetske baštine u Sjevernoj Americi 1984. godine jer njegove „viseće doline, slapovi, ledenjačka jezera, morene i doline u obliku slova „U” predstavljaju sve vrste reljefa od granita koji su oblikovali ledenjaci, a na njegovim visinama od 600 do 4.000 m obitava velika bioraznolikost flore i faune”.

## Naziv
Naziv Yosemite na južnom miwok jeziku glasi Yohhe'meti ili na središnjem miwoku - Yos.s.e'meti, što izvorno označava Indijance Ahwahneechee u značenju “oni koji ubijaju”, a dolazi od Yos („ubiti”) i modifikatora e („oni koji”) i sufiksa množine -meti. Ovaj naziv dobili su od susjednih plemena koja su živjela u strahu od njih, dok su sami sebe nazivali Ah-wah-ne-chee, ili „stanovnici Ahwahnee”, tj „stanovnici velikog ušća”, što opet dolazi od Awoo ili Owwo („ušće, usta”) i sufiksa ni („veliko”).
Lafayette Bunnell koji naziv Yosemite prevodi s Grizzly Bear (en. za grizlija) čini grešku koju je napravio njegov prevoditelj James Savage, poznavatelj miwok jezika, koji je pobrkao Yos.s.e'meti s ïhümat.i ili ïsümat.i („grizli”).

## Zemljopisne odlike
Nacionalni park Yosemite se nalazi u središnjem gorju Sierra Nevade u saveznoj državi Kalifornija, a udaljen je oko 3 i pol sata vožnje od San Francisca, te oko šest sati vožnje od najvećeg kalifornijskog grada Los Angelesa.
Park predstavlja granitni ostatak gorja kojeg su ledenjaci izdubili u blagu dolinu velike dubine i oštrih litica visine do 914 m. Zapravo, dolina Yosemite je proširenje inače uskog klanca rijeke Merced koji presjeca južni dio parka od istoka prema zapadu. Slapovi Yosemite, koji su sa svojih 739 metara visine šesti najveći u svijetu, obrušavaju se u tri velika skoka. Iznad blagih i šumovitih obala rijeke Merced uzdiže se jedan od najljepših svjetskih klifova, El Capitan (šp. za „Poglavica”). Na drugoj strani doline nalazi se velika granitna stijena nazvana Half dome („Polukupola”) zbog toga što je s jedne strane okrugla dok je s druge okomiti zid visine 670 metara. Znameniti klanci su i Veliki klanac rijeke Tuolumne i klanac Tenaya.
Na oko 3 081 km2, kolika je površina parka Yosemite, nalazi se i oko 300 manjih i većih jezera, uključujući Smaragdno i jezero Merced, te oko 260 km različitih vodotoka u obliku rijeka, rječica i potoka, 1300 km pješačkih i drugih staza te oko 560 km cesta. 

### Nastanak
Dolina Yosemite je nastala kao posljedica djelovanja ledenjaka koji su tisućljećima svojim kretanjem oblikovali današnji izgled doline. Djelovanje ovih ledenjaka započelo je prije otprilike 3 milijuna godina. Ledenjaci su se pomalo pomicali i podizali na spojene stijene a dolinu su još produbili. Kad se prije 10 000 godina led napokon otopio, veliku dolinu je ispunilo jezero koje se postupno isušilo i pretvorilo u dolinu okruženu granitnim klifovima.

## Biljni i životinjski svijet

### Biljke
Među više od tisuću različitih vrsta divljeg cvijeća ističu se pospančice koje cvatu u proljeće i bojaju travnjake u nižim predjelima doline. Uz pospančice u dolini rastu i mirisne zapadne azaleje, dok po obroncima doline rastu kalifornijski jorgovan i medvjetka grimizne boje. Sve u svemu, u parku raste oko 1.200 cvjetnica, te mnoge druge vrste paprati, mahovina i lišajeva, uključujući jednu endemsku i osam ugroženih vrsta.
Od drveća u Yoemist parku rastu hrast, cedar i žuti bor, ali i najveće drvo na svijetu sekvoja Golemi mamutovac.

### Životinje
U parku obitava 67 vrsta sisavaca, od čega su 32 vrste glodavaca. Najveći sisavac u parku je američki mrki medvjed koji se hrani jedući pupove i izdanke, ribu, med, lješnjake i druge ukusne bobice kojima park Yosemite obiluje. U parku obitava i puma koja se hrani s raznim vrstama divljači. Osim medvjeda i pume najpoznatije životnjske vrste su ušati jelen (Odocoileus hemionus) koji svoje englesko ime, mule deer, zahvaljuje velikim ušima poput mazginih, te američki muflon koji je proglašen za izumrlu vrstu u parku 1914. godine, da bi ga ponovno naselili 1986. god. Slučajno uvedene vrste su dabar i bjelorepi tetrijeb (Lagopus leucura).
Pored njih, u parku obitava i 221 vrsta ptica, 18 vrsta gmazova, 10 vrsta vodozemaca i 11 vrsta riba, od kojih je 6 endemskih vrsta. Bjeloglavi orao u parku je ugrožen, a sivi sokol je označen kao osjetljiv.

## Klima
U parku preovladava sredozemna klima s većinom padalina tijekom blage zime, dok je ostatak godine uglavnom suh. Količine padalina rastu s nadmorskom visinom u parku, od 910 mm godišnje na 1.200 m do 1.300 mm na visinama od 2.600 m. Kombinacija suhe vegetacije, niska vlažnost i česte olujne grmljavine ljeti često izazivaju šumske požare.
| Klimatološki srednjaci za Nacionalni park Yosemite         | Klimatološki srednjaci za Nacionalni park Yosemite | Klimatološki srednjaci za Nacionalni park Yosemite | Klimatološki srednjaci za Nacionalni park Yosemite | Klimatološki srednjaci za Nacionalni park Yosemite | Klimatološki srednjaci za Nacionalni park Yosemite | Klimatološki srednjaci za Nacionalni park Yosemite | Klimatološki srednjaci za Nacionalni park Yosemite | Klimatološki srednjaci za Nacionalni park Yosemite | Klimatološki srednjaci za Nacionalni park Yosemite | Klimatološki srednjaci za Nacionalni park Yosemite | Klimatološki srednjaci za Nacionalni park Yosemite | Klimatološki srednjaci za Nacionalni park Yosemite | Klimatološki srednjaci za Nacionalni park Yosemite |
| mjesec                                                     | sij                                                | velj                                               | ožu                                                | tra                                                | svi                                                | lip                                                | srp                                                | kol                                                | ruj                                                | lis                                                | stu                                                | pro                                                | godina                                             |
| ---------------------------------------------------------- | -------------------------------------------------- | -------------------------------------------------- | -------------------------------------------------- | -------------------------------------------------- | -------------------------------------------------- | -------------------------------------------------- | -------------------------------------------------- | -------------------------------------------------- | -------------------------------------------------- | -------------------------------------------------- | -------------------------------------------------- | -------------------------------------------------- | -------------------------------------------------- |
| srednji maksimum, °C                                       | 9,2                                                | 12,6                                               | 14,7                                               | 18,3                                               | 22,7                                               | 27,6                                               | 32,1                                               | 32,2                                               | 29,0                                               | 23,3                                               | 14,4                                               | 8,8                                                | 20,4                                               |
| srednja dnevna temperatura, °C                             | 2,9                                                | 5,3                                                | 7,0                                                | 10,1                                               | 14,0                                               | 18,3                                               | 22,0                                               | 21,8                                               | 18,6                                               | 13,6                                               | 6,8                                                | 2,7                                                | 11,9                                               |
| srednji minimum, °C                                        | −3,3                                               | −2,0                                               | −0,7                                               | 1,7                                                | 5,3                                                | 9,0                                                | 11,9                                               | 11,4                                               | 8,1                                                | 3,8                                                | −0,7                                               | −3,3                                               | 3,4                                                |
| oborine, mm                                                | 156,7                                              | 154,5                                              | 132,0                                              | 81,4                                               | 38,0                                               | 15,1                                               | 9,3                                                | 4,5                                                | 17,0                                               | 41,6                                               | 105,8                                              | 168,9                                              | 925,7                                              |
| Izvor: Worldclimate.com, podaci za razdoblje 1961. – 1990. |                                                    |                                                    |                                                    |                                                    |                                                    |                                                    |                                                    |                                                    |                                                    |                                                    |                                                    |                                                    |                                                    |

## Povijest
Do 1851. godine u parku su živjeli indijanci Paiute i Miwok, o čemu svjedoči preko 1000 navodnih i 569 dokazanih arheoloških lokaliteta. Te godine su pripadnici konjičke dragovoljačke postrojbe Mariposa, proganjajući skupinu odmentnutih indijanskih ratnika naišli na veličanstven krajolik, slapove Bridalveil nasuprot klifu El Capitan, koji su se obrušavali s visine od 190 metara. Vojnici su bili opčinjeni prizorom i grandioznošću ove doline pa je zahvaljujući njihovim pričama ovo područje uskoro otvoreno za turiste, da bi zahvaljujući škotskom prirodoslovcu Johnu Muiru 1. listopada 1890. godine bilo proglašeno američkim Nacionalnim parkom.